# Archaeothyris
Archaeothyris var ett släkte av ödleliknande kräldjur som levde under slutet av karbon. Fossil av Archaeothyris har påträffats på Nova Scotia (Kanada), i USA och i Tjeckien. Den enda kända arten är Archaeothyris florensis.
Archaeothyris är den tidigaste kända pelycosaurien. Den levde i stora varma skogar av barrträd och ormbunkar där mossor täckte marken. Archaeothyris hade starka käkar. Tänderna var vassa och spetsiga med olika storlek, och den bör ha ätit kött. Archaeothyris blev omkring 50 centimeter lång.